# HMS Brazen (F91)
L'HMS Brazen (F91) è stata una fregata Type 22 della Royal Navy, è entrata in servizio il 2 luglio 1982 tre mesi prima del previsto a causa della Guerra delle Falkland. La nave è stata radiata nel 1996 e venduta alla Marina brasiliana il 31 agosto dello stesso anno e ribattezzata Bosísio, con matricola F-48, in onore dell'ammiraglio Paulo Bosísio (1900–1985).